# Lacrima

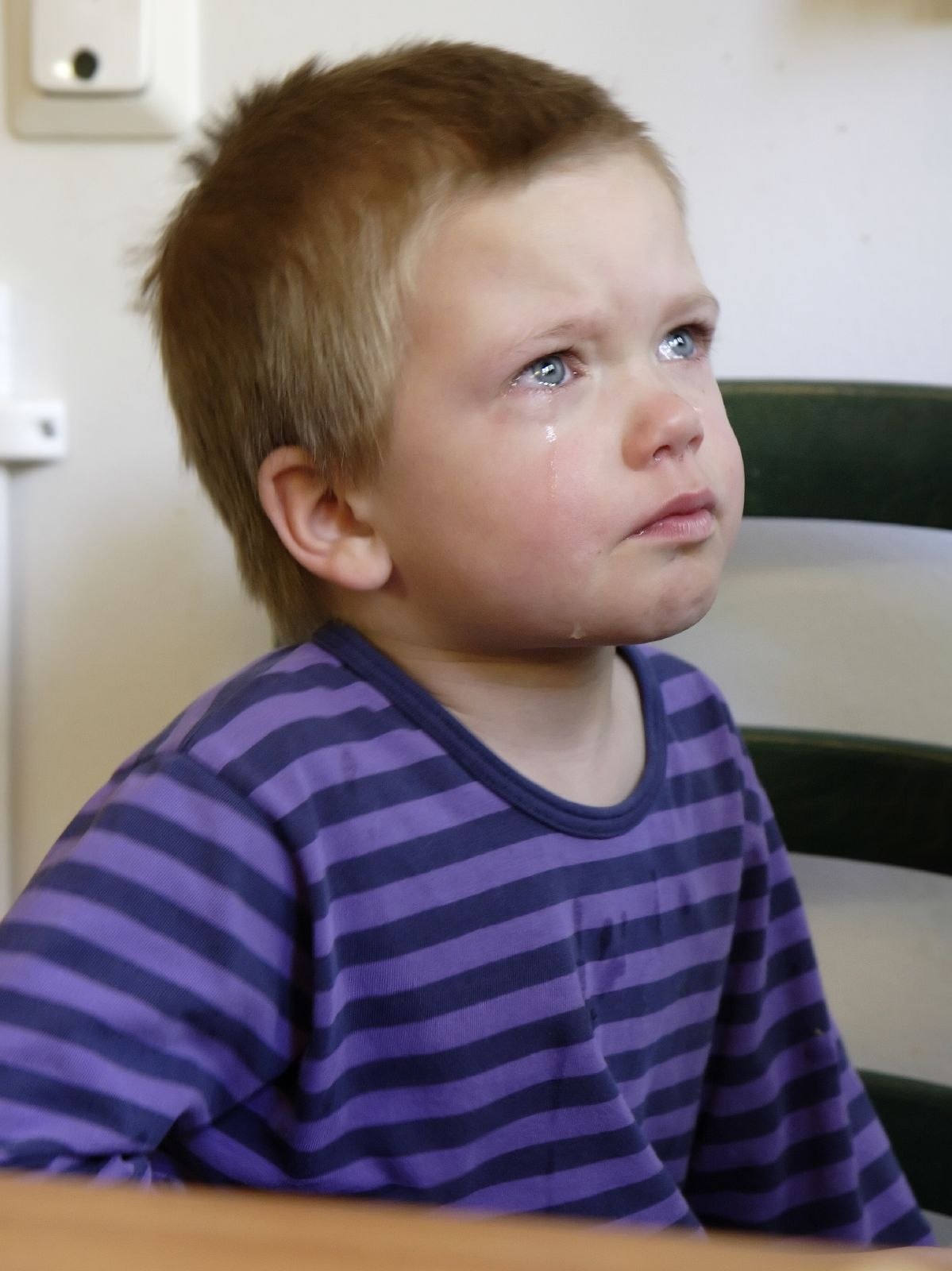
Bambino in lacrime

Una lacrima o, anticamente lagrima (formalmente pellicola o film lacrimale) è una struttura liquida che ricopre la congiuntiva palpebrale bulbare e la cornea, prodotta dall'apparato lacrimale. Esso è composto da una porzione secretoria (ghiandole e dotti secretori), che secerne la lacrima, e una escretoria, che drena la lacrima verso il naso. Per la sua valutazione quantitativa e qualitativa si ricorre all'utilizzo del lacrimoscopio.

## Funzione

Schema dell'apparato lacrimale e produzione della pellicola lacrimale

Le funzioni principali della pellicola lacrimale sono:
1. Difesa
2. Lubrificazione
3. Nutrizione
4. Trasparenza ottica
5. Pulizia

### Difesa
La pellicola lacrimale rappresenta la principale difesa alle infezioni batteriche corneali e congiuntivali, assieme alla palpebra. Diffondendosi uniformemente sull'epitelio corneale, funge da barriera protettiva agli agenti batterici esterni.

### Lubrificazione
La componente mucosa della pellicola lacrimale svolge funzione lubrificante, nei confronti dell'epitelio corneale.

### Nutrizione
La componente acquosa della pellicola lacrimale funge da veicolo per numerose sostanze disciolte nella lacrima; ossigeno, ioni, anidride carbonica, mucine, lipidi; sostanze indispensabili all'eutrofismo della superficie oculare e alla sua nutrizione.

### Trasparenza ottica
Lo strato mucoso della pellicola lacrimale migliora la trasparenza ottica della superficie corneale. I microvilli dell'epitelio corneale fungono da base alla mucina, che viene assorbita dalle villosità corneali, consentendo una migliore uniformità superficiale.

### Pulizia
Attraverso la pellicola lacrimale defluiscono verso la componente escretoria delle ghiandole lacrimali, le impurità provenienti dall'ambiente esterno.

## Composizione
La pellicola lacrimale è composta da tre strati successivi, aventi differenti funzioni:
1. strato mucoso
2. strato acquoso
3. strato lipidico

### Strato mucoso
Lo strato mucoso è la componente più profonda della pellicola lacrimale, prodotto dalle ghiandole mucipare accessorie, e ricopre le cellule epiteliali congiuntivali e corneali.
La funzione del muco, legandosi ai microvilli delle cellule superficiali della cornea, è quella di rendere idrofila la superficie stessa della cornea, altrimenti idrofoba.

### Strato acquoso
Lo strato acquoso è lo strato intermedio della pellicola lacrimale, e ne costituisce la parte preminente. Prodotto principalmente dalle secrezioni delle ghiandole lacrimali principali e accessorie, è composto oltre che da elettroliti anche da alcuni acidi organici, aminoacidi e proteine, aventi funzioni antibatteriche ed enzimatiche. Riduce gli attriti dei movimenti oculari e palpebrali, deterge le cellule epiteliali desquamate, tampona le scorie metaboliche e asporta le impurità dell'aria.

### Strato lipidico
Lo strato lipidico costituisce la parte più esterna della pellicola lacrimale, ed è composto da grassi, secreti dalle ghiandole di Meibomio.
La sua funzione è quella di formare una barriera idrofoba lungo il bordo palpebrale, per impedire l'uscita del film lacrimale, e di mantenere l'idratazione della superficie oculare durante le ore di sonno, regolando inoltre il tasso di evaporazione dello strato acquoso della lacrima stessa.

## Differenze funzionali
- lacrime basali
- lacrime riflesse
- lacrime psichiche: si attivano in relazione a stati emotivi intensi (Pianto) e a differenza delle altre contengono ormoni